# Daniel Constant Mees
Daniel Constant Mees (Haaften, 12 september 1882 - Utrecht, 17 februari 1955) was een Nederlands burgemeester.

## Biografie
Mees werd geboren in het patriciaatsgeslacht Mees en was een zoon van Arnold Lodewijk Mees (1858-1909) en Maria Wilhelmina van Leeuwen van
Duivenbode (1848-1942). Hij trouwde in 1917 met Aleida Johanna Schouten (1891) en in 1938 met Martha Maria Edle von Resch (1897), uit welke huwelijken geen kinderen werden geboren.
Bij Koninklijk Besluit van 1911 werd Mees benoemd tot burgemeester van Vierpolders, waar hij even later ook secretaris van werd. Per 16 december 1914 werd hij benoemd tot burgemeester van Hekelingen en Spijkenisse. Na de overstromingen van 1916 ontving hij prins Hendrik die het gebied na de doorbraak in de Oostbroekpolder bezocht. Met ingang van 2 augustus 1924 werd aan Mees op zijn verzoek ontslag verleend. Daarna verhuisde hij naar Baarn waar hij enige tijd bestuurslid van het plaatselijke Groene Kruis was. Ook zijn tweelingbroer Johan Rudolf Mees (1882-1936) was burgemeester.

## Optreden als burgemeester van Spijkenisse
Bij zijn aantreden als burgemeester van Spijkenisse mankeerde er aan het gezag van de plaatselijke overheid het een en ander. Daar bracht Mees verandering in. Hij was klein van stuk, maar zeer beslist in zijn optreden. Begin 1915 liet hij aan de politieverordening een artikel toevoegen, waardoor een einde gemaakt zou kunnen worden aan relletjes op straat, samenscholingen van grote groepen van baldadige jongelui, het leunen in vensterbanken, enz. Op Oudejaarsavond 1915 werd er heel wat gedronken, trok men luid zingend de straat op en sloeg de ene ruit na de andere ruit aan diggelen. Geen spiegelruit bleef heel op de Voorstraat, zelfs de burgemeester kwam op de koude trek te zitten. De volgende morgen wandelde de heer Mees de Stationsstraat uit, toen hij weer een troep jongens bij elkaar zag staan. Bij zijn nadering vormde de club een kring rondom hem. Een bevel zich te verspreiden had geen resultaat, maar toen gebeurde iets, wat niemand verwacht had: met een uithaal greep de burgemeester een paar jongelui en vloerde ze meteen. Met zijn gummistok sloeg hij voorts op de troep in, totdat er geen levend wezen meer te bekennen was. Nadat de burgemeester deze krachttoer nog eenmaal herhaald had op de Voorstraat, zat de schrik er gelijk in. Vanaf zijn optreden is de situatie langzamerhand normaal geworden in Spijkenisse.

Verder zorgde hij voor de bouw van de eerste woningwetwoningen in Spijkenisse, aan de Laning, en voor de komst van elektriciteit.